# Веласкские договоры
Веласкские договоры (англ. Treaties of Velasco) — два договора, подписанные в городе Веласко, Техас, 14 мая 1836 года между республиками Мексика и Техас после битвы при Сан-Хасинто (21 апреля 1836 года). Положили конец Техасской революции. Подписавшиеся стороны представляли временный президент Техаса Дэвид Бернет и мексиканский генерал Антонио Лопес де Санта-Анна. Договоры намечали завершение военных действий между враждующими сторонами и предлагали первые шаги навстречу официальному признанию независимости отпавшей Республики Техас. Были подписаны открытый и секретный договоры. Договоры не были ратифицированы мексиканским правительством.

## Открытый договор
Открытый договор состоял из десяти статей и должен был быть опубликован немедленно.
1. Личное обязательство Санта-Анны не браться за оружие, не потворствовать применению оружия против жителей Техаса в этой войне за независимость.
2. Прекращение военных действий на море и на суше между Техасом и Мексикой.
3. Мексиканские войска должны покинуть территорию Техаса, передислоцировавшись южнее Рио-Гранде (Рио-Браво-дель-Норте).
4. Мексиканские войска должны воздержаться от отнимания имущества без соответствующей компенсации во время их отступления.
5. Всё имущество (включая лошадей, крупный рогатый скот, чёрных рабов и т. д.), захваченное Мексикой во время войны должно быть возвращено.
6. Две армии должны избегать контактов, сохраняя дистанцию в 5 лиг (примерно 25 км).
7. Мексиканская армия должна отступить без промедления.
8. Депеши должны быть отправлены командующим обеих армий, информирую их о содержании договора.
9. Мексика должна отпустить всех техасских пленников, а Техас должен отпустить такое же количество мексиканских пленных того же ранга; все остальные пленные мексиканцы должны удерживаться Техасом.
10. Санта-Анна должен быть перевезён в Веракрус, как только он сочтёт это подходящим.

## Секретный договор
Секретный договор не должен был быть опубликован до тех пор пока открытый договор не будет полностью удовлетворён.
1. Личное обязательство Санта-Анны не браться за оружие, не потворствовать применению оружия против жителей Техаса в этой войне за независимость.
2. Санта-Анна должен отдать приказ всем мексиканским войскам отступить из Техаса как можно скорее.
3. Санта-Анна должен сделать распоряжения в Мехико, чтобы делегация Техаса была хорошо принята, улажены все разногласия и признана независимость.
4. Договор о торговле, дружбе и границах должен быть подписан между Мексикой и Техасом, исходя из того, что территория Техаса не будет простираться дальше Рио-Гранде.
5. Правительство Техаса должно обеспечить немедленную отправку Санта-Анны в Веракрус.
6. Обе копии документа должны храниться свёрнутыми и запечатанными до завершения переговоров, затем они должны быть переданы Санта-Анне; no use to be made of it before that, unless either party fail to abide by its terms.

## Несоблюдение договора Мексикой
Хотя генерал Висенте Филисола начал вывод войск 26 мая, правительство президента Хосе Хусто Корро в Мехико решило 20 мая самоустраниться от всех обязательств, взятых Санта-Анной, пока он находился в плену. Позиция Мексики состояла в том, что Санта-Анна не имел юридических прав принимать те условия; позиция Санта-Анна — или по крайней мере, что он заявлял позднее, вернувшись в Мексику — что он подписал документы под принуждением, будучи военнопленным, а не капитулирующим генералом согласно законам ведения войны. Действительно, согласно мексиканской конституции он не имел полномочий подписывать договор, да и в любом случае договор не был ратифицирован мексиканским правительством.

## Несоблюдение договора Техасом
Санта-Анна не был отпущен в Веракрус. Он оставался военнопленным («закован в кандалы на 6 месяцев», говорил он позднее) в Веласко и позднее в Орисимбо, перед тем как был отправлен в Вашингтон, США для встречи с президентом Эндрю Джексоном (якобы для обсуждения прочного мира между Мексикой и Техасом, в котором США выступали посредником). Отплывая на американском фрегате «Пионер», гость американского флота, Санта-Анна не возвращался в Веракрус вплоть до 23 февраля 1837 года.

## Итоги
Так как условия открытого договора не были выполнены, условия секретного договора оставались неопубликованы в течение длительного времени. Несмотря на свершившуюся де-факто с середины 1836 года независимость Техаса, его последующую аннексию Соединёнными Штатами Мексика формально не признавала вплоть до договора Гуадалупе-Идальго, который завершил Американо-мексиканскую войну, произошедшую из-за этой аннексии. Договор Гуадалупе-Идальго устанавливал американо-мексиканскую границу по реке Рио-Гранде (Рио-Браво-дель-Норте).